# GLAY ARENA TOUR 2017 “SUMMERDELICS”in SAITAMA SUPER ARENA
『GLAY ARENA TOUR 2017 “SUMMERDELICS”in SAITAMA SUPER ARENA』（グレイ アリーナ ツアー　2017 “サマーデリックス” イン さいたま スーパー アリーナ）は、GLAYが2018年6月27日にリリースしたライブDVDおよびBlu-ray。

## 概要
2017年7月にリリースされたアルバムSUMMERDELICSを引っ提げて行われたアリーナツアーから12月10日のさいたまスーパーアリーナでの公演を完全収録された本作。特典映像にはGLAY ARENA TOUR 2017 “SUMMERDELICS”に加えてホール公演の“AUTUMNDELICS”、追加公演の“HAKODATE WINTERDELICS”のツアードキュメント映像をメンバーによるオーディオコメンタリー付きで収録。
G-DIRECT限定で発売されたDELIC'S BOXには2017年に出演したRed Bull Air Race Chiba 2017でのライブや急遽開催したフリーライブTOKYO SUMMERDELICSを完全収録し、追加公演 “HAKODATE WINTERDELICS”、約5年振りのアジア公演“SPRINGDELICS”から数曲収録。また2017年6月に台湾のグラミー賞と言われている「金曲奨」に出演した際や2018年3月の「台北アリーナ」「香港・アジアワールドエキスポホール10」でのワンマンライブにおけるアジアドキュメント映像を収録。

## 収録曲

### Disc 1
※DELIC’S BOX・通常盤共通

GLAY ARENA TOUR 2017“SUMMERDELICS”

2017年12月10日さいたまスーパーアリーナ
1. 聖者のいない町
2. デストピア
3. I am xxx
4. 超音速デスティニー
5. ロングラン
6. 空が青空であるために
7. SUMMERDELICS
8. 微熱Ⓐgirlサマー
9. 都忘れ
10. SPECIAL THANKS
11. pure soul
12. あなたといきてゆく
13. Way of Difference
14. Scoop
15. シン・ゾンビ
16. BEAUTIFUL DREAMER
17. Supernova Express 2017
18. lifetime
19. the other end of the globe
20. RHAPSODY
21. TWO BELL SILENCE
22. HEROES
23. XYZ

- GLAY ARENA TOUR 2017 Documentary

### Disc 2
<DELIC'S BOXのみ>

Red Bull Air Race Chiba 2017

2017年6月4日(日)Red Bull Air Race Chiba 2017大会会場内特設ステージ(完全収録)

1. the other end of the globe
2. SOUL LOVE
3. HOWEVER
4. 誘惑
5. XYZ

TOKYO SUMMERDELICS

2017年7月31日 青海南臨時駐車場 J区画(完全収録)

1. the other end of the globe
2. Scoop
3. HOWEVER
4. 彼女の"Modern…"
5. 微熱Ⓐgirlサマー
6. XYZ
7. 生きてく強さ

GLAY ARENA TOUR 2017“HAKODATE WINTERDELICS”

2017年12月23日、24日 函館アリーナ

1. 時計
2. Winter,again
3. Time for Christmas

GLAY ARENA TOUR 2018 “SPRINGDELICS”

-SPRINGDELICS in Taipei-

1. BELOVED
2. Dancin’ Dancin’ feat.Mayday
3. 誘惑 feat.MONSTER
4. Runaway Runaway
5. I’m in Love

-SPRINGDELICS in Hong Kong-

1. ASHES-1969-
2. SOUL LOVE

- GLAY ASIA Documentary